# Brouwerij Bertus & Co
Brouwerij Bertus & Co is een voormalige Belgische brouwerij te Zonnebeke die actief was vanaf 2003.

## Bieren[2]
- Bertus Bel-Kriek
- Bertus Blond
- Bertus Sonnebeeks Abdijbier Amber
- Bertus Sonnebeeks Abdijbier Blond
- Bertus Sonnebeeks Abdijbier Bruin